# Trimeresurus gumprechti
Trimeresurus gumprechti là một loài rắn trong họ Rắn lục. Loài này được David Vogel, Pauwels & Vidal mô tả khoa học đầu tiên năm 2002.
Trimeresurus gumprechti được tìm thấy ở các vùng của Trung Quốc, Lào, Myanmar, Thái Lan và Việt Nam.